# クィンティルラ (小惑星)
クィンティルラ (755 Quintilla) は小惑星帯に位置する小惑星である。1908年4月6日、ジョエル・ヘイスティングス・メトカーフが発見した。
イタリア語の女性名から名づけられた。